# Martin Urbanec
Martin Urbanec (* 15. května 2001) je český wikipedista a programátor, od roku 2015 jeden ze správců české české Wikipedie, od roku 2021 radní a od srpna 2023 také místopředseda rady spolku Wikimedia Česká republika.

## Život
Narodil se v roce 2001. Žije v Praze, kde studuje na Fakultě informačních technologií ČVUT, v roce 2023 zde získal bakalářský titul v oboru Informatika. Jeho bakalářská práce pojednávala o obraně proti vandalismu na Wikipedii. Na katedře softwarového inženýrství ČVUT zároveň působí jako externí vyučující. V roce 2025 získal inženýrský titul.
Hovoří plynně anglicky.

## Působení na Wikipedii
Na Wikipedii působí od roku 2014, tedy od svých 13 let.
Od roku 2015 je na Wikipedii správcem, od roku 2016 byrokratem, od roku 2017 revizorem a od roku 2018 rovněž správcem rozhraní. V letech 2016 až 2019 byl také členem arbitrážního výboru české Wikipedie. V únoru 2020 byl globální komunitou Wikipedie zvolen stevardem, tedy uživatelem disponujícím všemi technickými oprávněními na všech projektech Nadace Wikimedia. Administrátorskými a dalšími rozšířenými právy disponuje i na dalších projektech nadace, například na projektu Wikidata, Wikimedia Commons nebo na projektu pro organizaci projektů Meta-Wiki.
V roce 2016 se stal členem spolku Wikimedia Česká republika, v červnu 2021 byl zvolen radním. V srpnu 2023 byl navíc zvolen místopředsedou rady. Od ledna 2018 do června 2023 byl komunitním ambasadorem Wikipedie, od února 2021 pracuje na částečný úvazek jako softwarový vývojář pro celosvětovou Nadaci Wikimedia. K roku 2024 zastával na české Wikipedii nejvíce funkcí ze všech uživatelů. Na české Wikipedii provozuje několik robotů a vlastní přibližně 20 účtů.

## Galerie

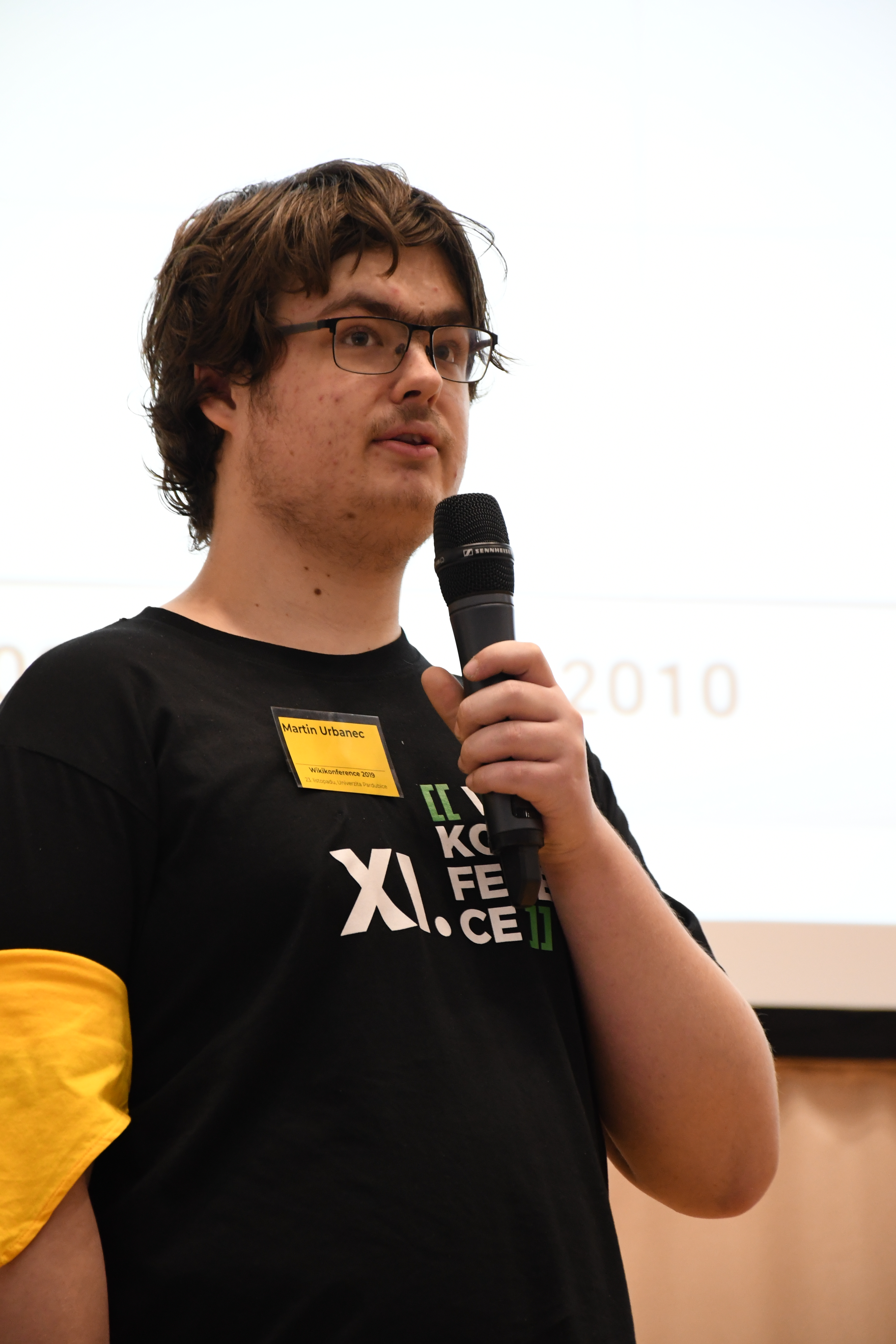
Wikikonference 2019 v Pardubicích
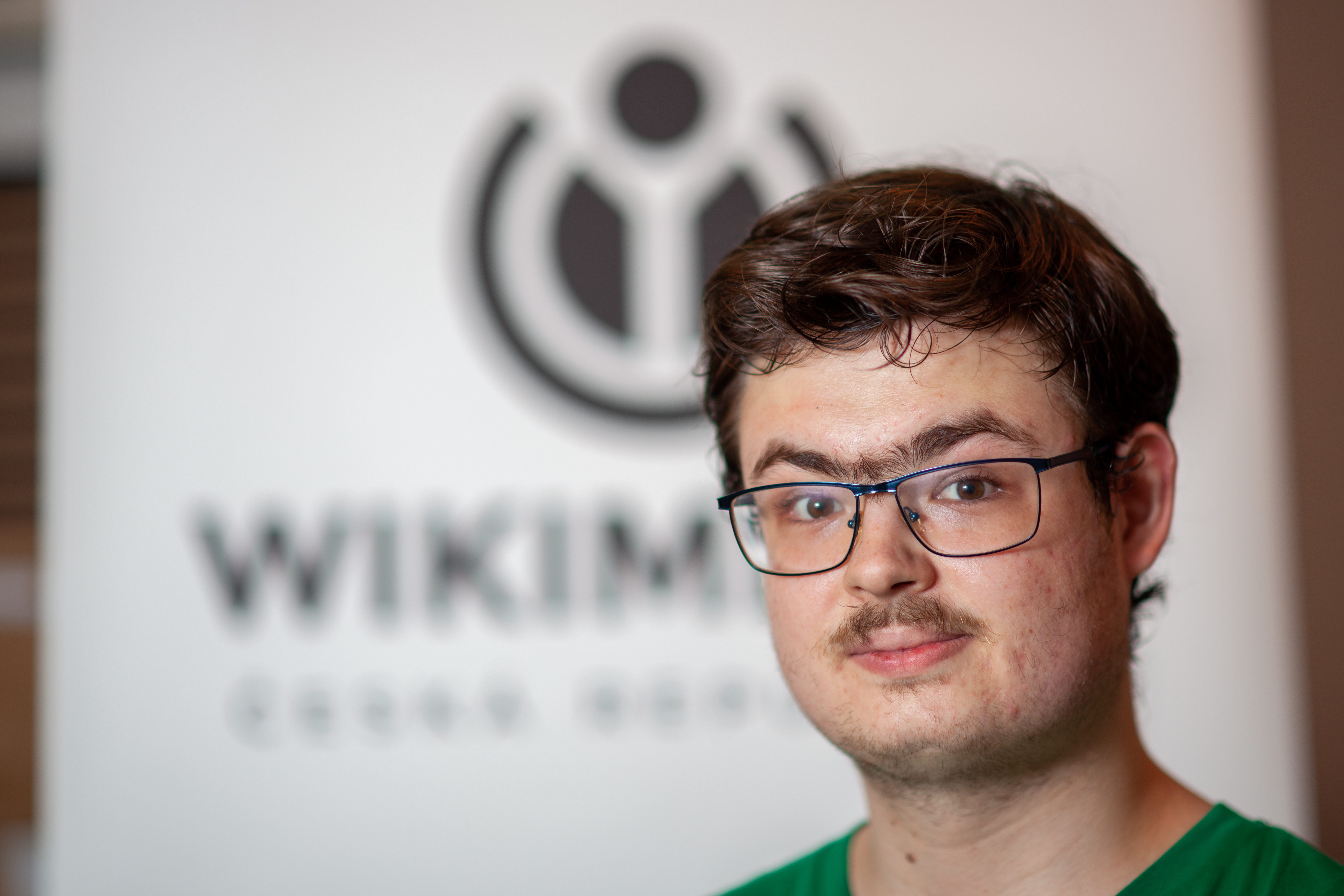
Urbanec v roce 2021
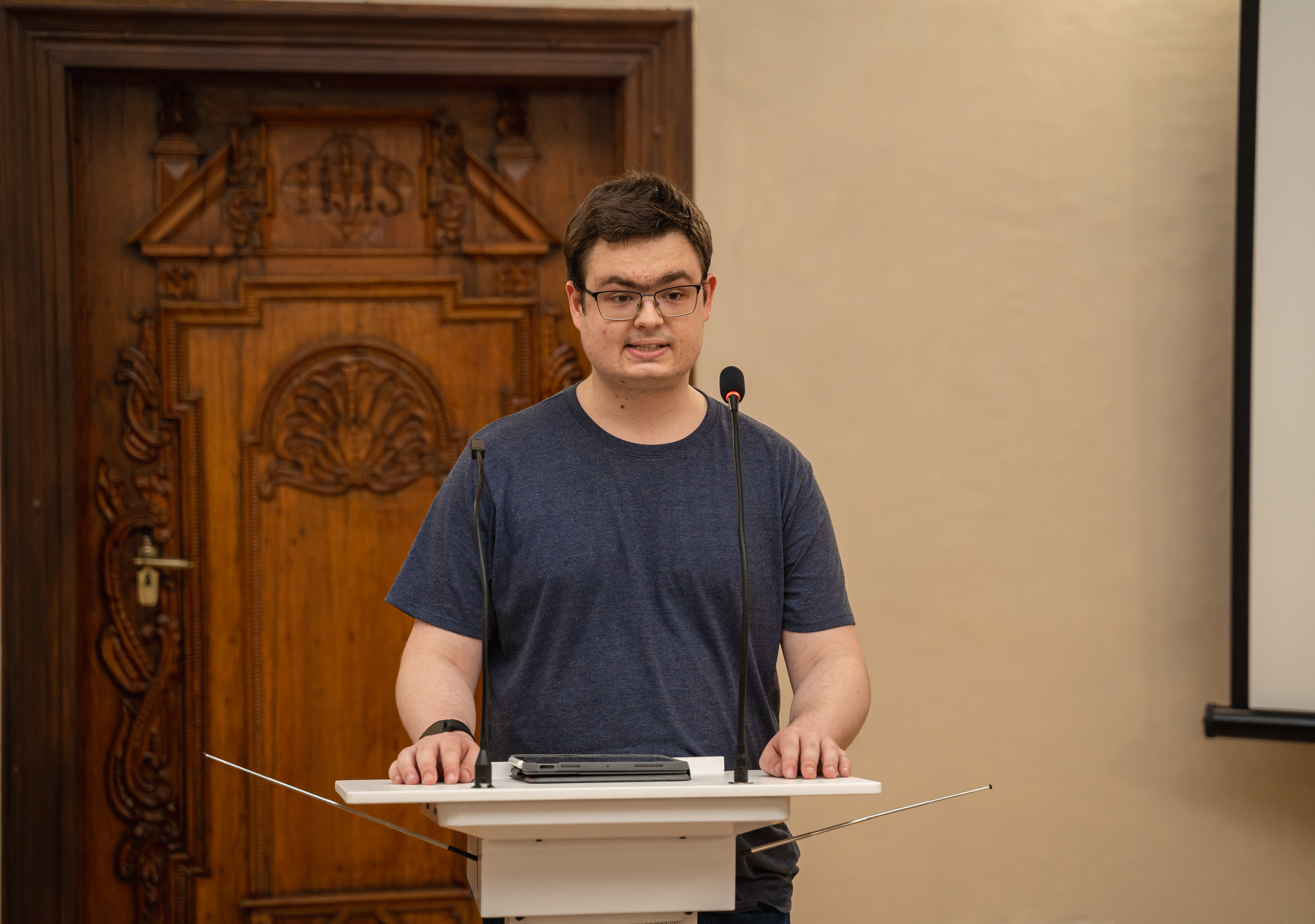
Valná hromada Wikimedia Europe 2023
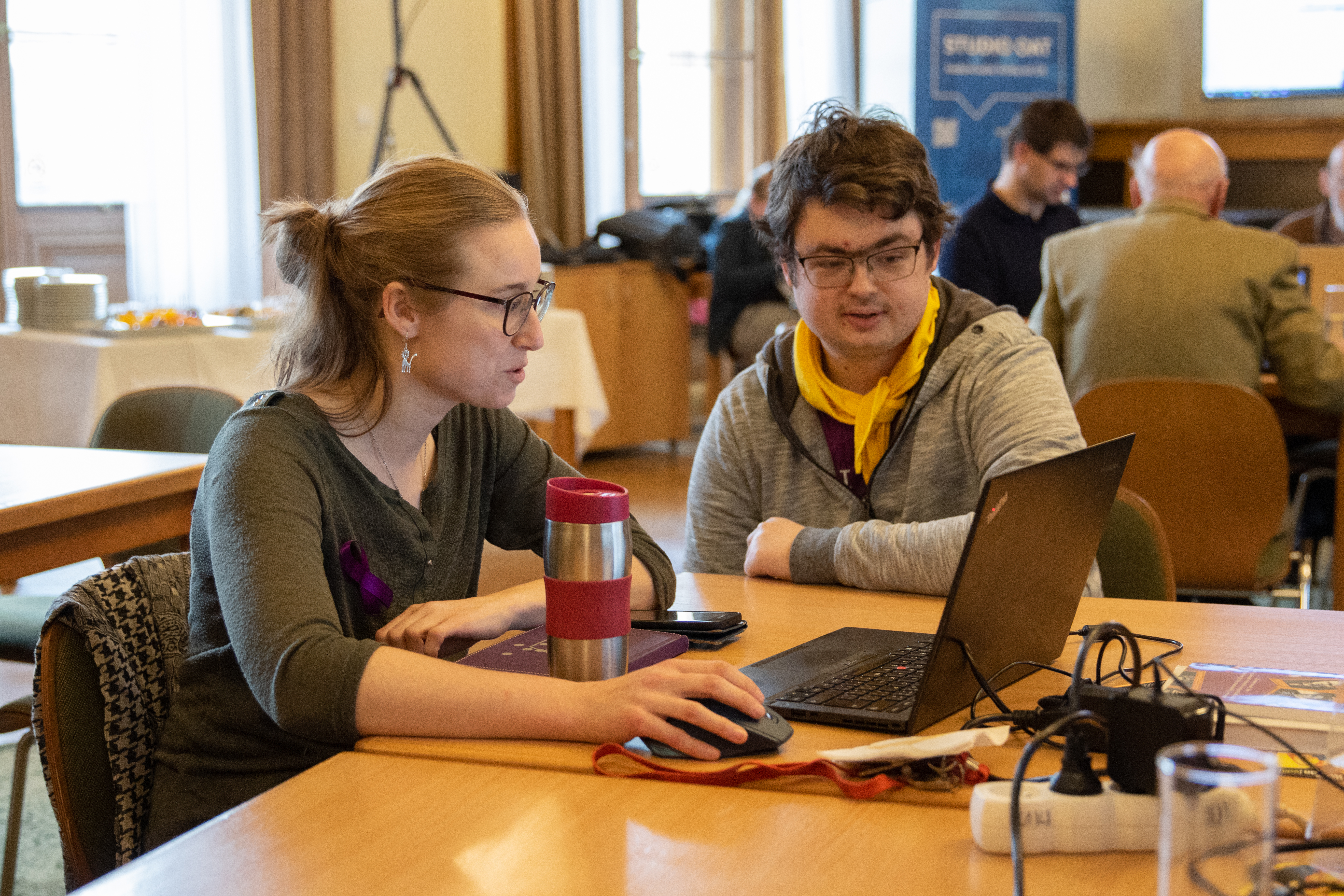
Editaton Ženy ve vědě, 2023